# Torneo de Dubái 2022
El Dubai Tennis Championships 2022 fue un evento profesional de tenis perteneciente al ATP en la categoría ATP Tour 500 y en la WTA a los WTA 500. Se disputó del 14 al 29 de febrero para las mujeres y del 21 al 26 de febrero para los hombres, en Dubái, (Emiratos Árabes Unidos).

## Distribución de puntos
| Modalidad            | Campeón | Finalista | Semifinales | Cuartos de final | 2.ª ronda | 1.ª ronda | Clasificados | 2.ª ronda de clasificación | 1.ª ronda de clasificación |
| Individual masculino | 500     | 330       | 200         | 100              | 50        | 0         | 25           | 13                         | 0                          |
| Dobles masculino     | 500     | 300       | 180         | 90               | –         | –         | 45           | 25                         | 0                          |

| Modalidad           | Campeona | Finalista | Semifinales | Cuartos de final | 2.ª ronda | 1.ª ronda | Clasificadas | 3.ª ronda de clasificación | 2.ª ronda de clasificación | 1.ª ronda de clasificación |
| Individual femenino | 470      | 305       | 185         | 100              | 55        | 1         | 25           | 18                         | 13                         | 1                          |
| Dobles femenino     | 470      | 305       | 185         | 100              | -         | 1         | -            | -                          | -                          | -                          |

## Cabezas de serie

### Individuales masculino
| Tenista               | Ranking | Preclasificado |
| Novak Djokovic        | 1       | 1              |
| Andrey Rublev         | 7       | 2              |
| Félix Auger-Aliassime | 9       | 3              |
| Jannik Sinner         | 10      | 4              |
| Hubert Hurkacz        | 11      | 5              |
| Denis Shapovalov      | 12      | 6              |
| Aslán Karatsev        | 15      | 7              |
| Roberto Bautista      | 16      | 8              |

- Ranking del 14 de febrero de 2022.[3]

### Dobles masculino
| Tenista                  | Ranking | Preclasificado |
| Nikola Mektić Mate Pavić | 3       | 1              |
| Rajeev Ram Joe Salisbury | 7       | 2              |
| John Peers Filip Polášek | 18      | 3              |
| Tim Puetz Michael Venus  | 31      | 4              |

### Individuales femenino
| Tenista            | Ranking | Preclasificada |
| Aryna Sabalenka    | 2       | 1              |
| Barbora Krejčíková | 3       | 2              |
| Paula Badosa       | 5       | 3              |
| Garbiñe Muguruza   | 6       | 4              |
| María Sákkari      | 7       | 5              |
| Iga Świątek        | 8       | 6              |
| Anett Kontaveit    | 9       | 7              |
| Ons Jabeur         | 10      | 8              |
| Danielle Collins   | 11      | 9              |
| Elina Svitólina    | 15      | 10             |

- Ranking del 7 de febrero de 2022.[4]

### Dobles femenino
| Tenista                           | Ranking | Preclasificada |
| Ena Shibahara Shuai Zhang         | 12      | 1              |
| Gabriela Dabrowski Giuliana Olmos | 28      | 2              |
| Alexa Guarachi Nicole Melichar    | 30      | 3              |
| Desirae Krawczyk Ellen Perez      | 53      | 4              |

## Campeones

### Individual masculino
Andrey Rublev venció a  Jiří Veselý por 6-3, 6-4

### Individual femenino
Jeļena Ostapenko venció a  Veronika Kudermétova por 6-0, 6-4

### Dobles masculino
Tim Puetz /  Michael Venus vencieron a  Nikola Mektić /  Mate Pavić por 6-3, 6-7(5-7), [16-14]

### Dobles femenino
Veronika Kudermétova /  Elise Mertens vencieron a  Lyudmyla Kichenok /  Jeļena Ostapenko por 6-1, 6-3